# 桑蒂瓦涅斯德特拉
桑蒂瓦涅斯德特拉，是西班牙卡斯蒂利亚-莱昂萨莫拉省的一个市镇。 总面积19平方公里，总人口632人（2001年），人口密度33人/平方公里。